# G.I.B. – Gestaltung, Innovation und Beratung in der Arbeits- und Sozialpolitik

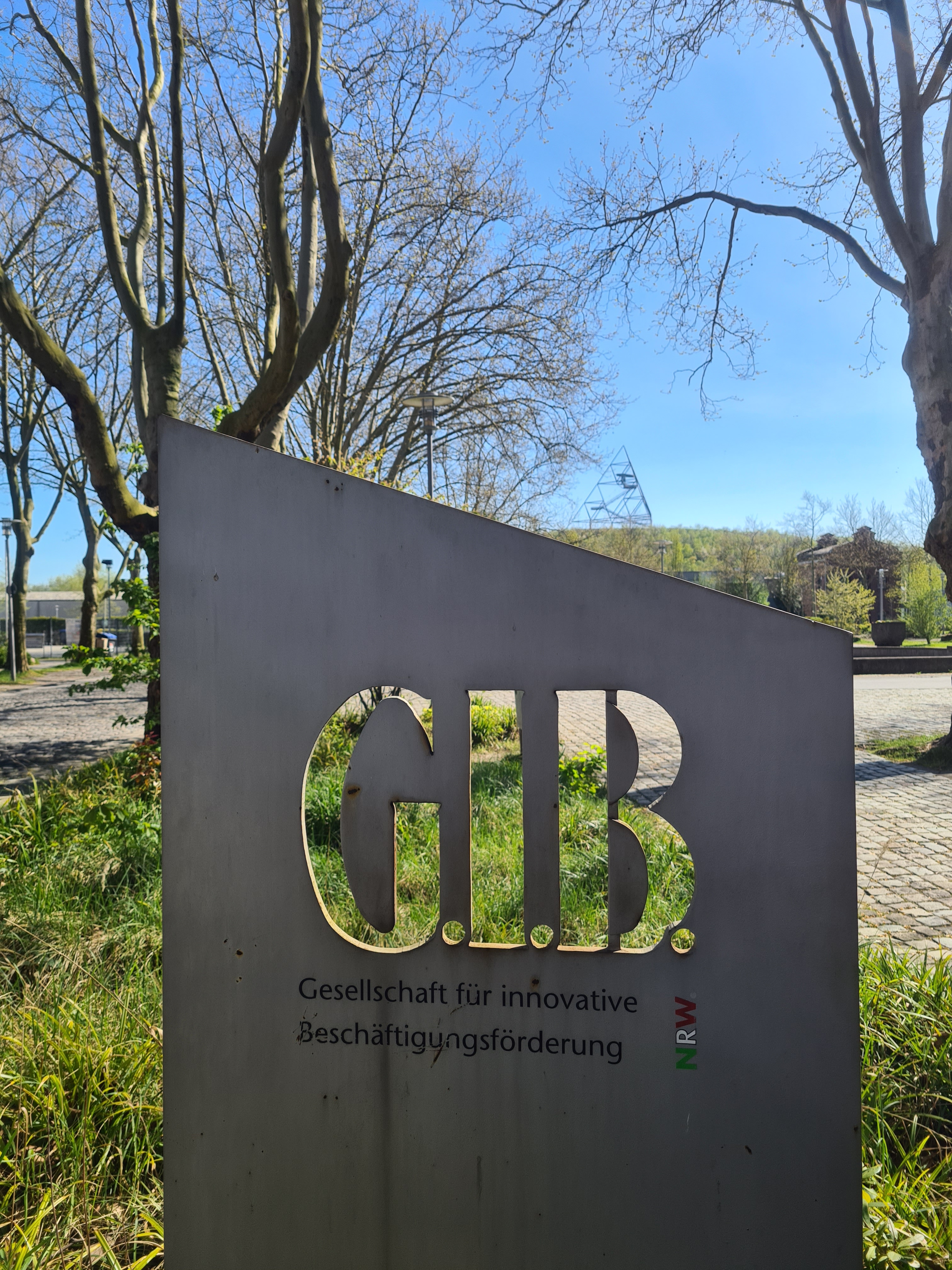
Altes Firmenschild der G.I.B. vor der Umbenennung mit Blick auf den Tetraeder im Hintergrund.

Die G.I.B. – Gestaltung, Innovation und Beratung in der Arbeits- und Sozialpolitik GmbH (ehemals G.I.B. - Gesellschaft für innovative Beschäftigungsförderung mbH; abgekürzt G.I.B.  – früher auch teilweise G.I.B. NRW) ist eine Landesgesellschaft im Alleinbesitz des Landes Nordrhein-Westfalen. Das Land wird vertreten durch das Ministerium für Arbeit, Gesundheit und Soziales des Landes Nordrhein-Westfalen. Die G.I.B. unterstützt die Landesregierung von Nordrhein-Westfalen bei der Verwirklichung ihrer Ziele der Arbeits- und Sozialpolitik.

## Geschichte und heutiger Sitz
Die G.I.B. wurde 1986 vom Land Nordrhein-Westfalen als Alleingesellschafter gegründet. Zunächst nahmen elf Beschäftigte ihre Arbeit in der ehemaligen Feuerwache der Zeche Prosper I in Bottrop auf. Zum gegenwärtigen Zeitpunkt hat sie mit knapp 100 Beschäftigten ihren Hauptsitz in Räumlichkeiten der ehemaligen Zeche Arenberg-Fortsetzung in Bottrop-Batenbrock. Eine Außenstelle, in der ein Großteil der Verwaltung untergebracht ist, befindet sich im Innova-Park Wiesenbusch in Gladbeck-Rentfort. Zum 1. Januar 2025 wurde die Landesgesellschaft in G.I.B. – Gestaltung, Innovation und Beratung in der Arbeits- und Sozialpolitik GmbH umbenannt. 

## Aufgaben
Die G.I.B. unterstützt die Landesregierung von Nordrhein-Westfalen bei der Förderung von Beschäftigung und der Bekämpfung von Arbeitslosigkeit, Armut und sozialer Ausgrenzung. Sie übernimmt mit ihrer fachlichen Begleitung von Landesprogrammen und -initiativen eine Scharnierfunktion zwischen Land und Regionen. Regionale Entscheidungsträger und Multiplikatoren werden bei der Umsetzung von Landesprogrammen unterstützt, Unternehmen und Träger bei der Realisierung von Vorhaben begleitet, Projekte und Programme einem qualitativen Controlling unterzogen. Umgekehrt bündelt die G.I.B. die Erfahrungen und Wünsche der regionalen Akteure gegenüber dem Land. Die G.I.B. ist darüber hinaus strategische Partnerin des Ministeriums für Arbeit, Gesundheit und Soziales des Landes Nordrhein-Westfalen bei der Umsetzung des Europäischen Sozialfonds.
Die G.I.B. gliedert sich in fünf Fachabteilungen, einer Stabsstelle unterteilt nach vier Fachbereichen sowie die Verwaltung:
- Abteilung „Jugend und Ausbildung, Übergang Schule – Beruf“
- Abteilung „Teilhabe und Integration am Arbeitsmarkt“ (ehemals „Zielgruppenintegration und SGB II-Begleitung“)
- Abteilung „Monitoring und Evaluation“
- Abteilung „Arbeitsgestaltung und Fachkräftesicherung“
- Abteilung „Armutsbekämpfung und Unterstützung kommunaler Sozialplanung“ (ehemals Projekt „Maßnahmen zur Armutsbekämpfung und Unterstützung kommunaler Sozialplanung“)
- Stabsstelle unterteilt nach den Fachbereichen Digitalisierung, Öffentlichkeitsarbeit, Öffentlichkeitsarbeit ESF und Personalentwicklung
- Verwaltung (Finanzen, Personal, Empfang/Schreibdienst/Telefonzentrale)